# Carl Friedrich von Gaertner
Carl Friedrich von Gaertner o Karl Friedrich von Gärtner (Göppingen, 1º  maggio 1772 – Calw, 1º  settembre 1850) è stato un botanico tedesco.
Era il figlio di Joseph Gaertner, direttore dell'Orto botanico di San Pietroburgo. Studiò medicina a Jena, Gottinga e Tubinga. Gärtner aprì una pratica medica a Calw nel 1796. Successivamente, nel 1800, la chiuse e si dedicò esclusivamente alla botanica.
Nel 1802 si recò in Inghilterra e nei Paesi Bassi. Dal 1824 studiò l'ibridazione delle piante. Nel 1826 divenne membro dell'Accademia Cesarea Leopoldina.
Gärtner fu menzionato ben 17 volte in famosi esperimenti di Gregor Mendel e 32 volte nella prima edizione de L'origine delle specie di Charles Darwin.

## Opere principali
- (LA)  Supplementum carpologicae, seu continuati operis Josephi Gaertner de fructibus et seminibus plantarum voluminis tertii, Leipzig, 1805-1807.
- (DE)  Beiträge zur Kenntnis der Befruchtung. Teil 1, Stuttgart, 1844.
- (DE)  Versuche und Beobachtungen über die Bastarderzeugung im Pflanzenreiche, Stuttgart, 1849

| C.F.Gaertn. è l'abbreviazione standard utilizzata per le piante descritte da Carl Friedrich von Gaertner. Consulta l'elenco delle piante assegnate a questo autore dall'IPNI. |